# Arc sous vide
 (août 2018).
Un arc sous vide est un type d’arc électrique pouvant se produire entre des électrodes placées dans le vide émettant des électrons par chauffage (émission thermoïonique) ou par création d'un champ électrique (émission par effet de champ). Une fois créé, un arc sous vide peut persister parce que les particules libérées accélérées par l’énergie cinétique du champ électrique, échauffent les surfaces métalliques. Ce processus peut créer un point d’incandescence sur la cathode, et, à des courants suffisamment élevés, un point d’incandescence peut également se former sur l’anode.
Les décharges électriques à vide sont à la base du fonctionnement de certains types de tubes électroniques, notamment des sprytrons.
Les arcs sous vides thermoïoniques (TVA, pour thermionic vacuum arc en anglais) sont une source de plasma ionique à énergie dirigée. Les arcs sous vide thermoïoniques peuvent être initiés sous vide poussé entre une cathode chauffée (canon à électrons) et une anode (creuset de tungstène) contenant le matériau. L'accélération du faisceau d'électrons sur l'anode chauffe le creuset - et son contenu - à haute température. Une fois que la densité d’évaporation des matériaux de l’anode a atteint un état stable et lorsque la tension appliquée est suffisamment élevée, un arc lumineux apparaît entre les électrodes.